# Station Winden (Pfalz)
Station Winden (Pfalz) is een spoorwegstation in de Duitse plaats Winden. Het station werd in 1855 geopend.